# 탕후루
탕후루(중국어 간체자: 糖葫芦, 정체자: 糖葫蘆, 병음: táng húlu, 한자음: 당호로)는 중국의 과일 사탕이다. 산사 등의 과일에 설탕 시럽을 발라 굳혀 먹는다. 베이징과 톈진을 포함하는 화베이 지역의 대표적인 겨울 간식이며, 최근에는 중화권 전역에서 즐겨 먹게 되었다. 중화인민공화국의 국민 음식 가운데 하나로 여겨진다.

## 이름
중국어 "탕(糖, táng)"은 "설탕"을, "후루(葫芦, 葫蘆, húlu)"는 "박"을 뜻한다. "설탕 박"이라는 뜻이다. 산사를 꼬챙이에 꿴 모습이 호리병박과 비슷하게 생겨 이런 이름이 붙었다.
- 베이징: 탕후루(糖葫芦, táng húlu), 빙탕후루(冰糖葫芦, bīngtáng húlu)
- 칭다오: 탕추(糖球, táng qiú)
- 톈진: 탕둔(糖礅, táng dūn)

## 역사
송나라 황제 광종의 후궁 황귀비는 몸이 허약해 어떠한 약제와 시술로도 병이 낫지 않았는데, 한 의원이 내린 산사를 설탕과 달여 식전에 먹으라는 처방을 따른 후 병이 나았다는 이야기가 있다. (산사 열매는 한방에서 소화를 돕고 복통을 진정시키는 효과가 있는 식물이다. 설탕 또한 제당기술이 발전하지 않은 옛 중국에서는 약으로 쓰였다고 한다.) 이 이야기가 백성들 사이에 퍼져, 사람들이 산사를 꼬챙이에 꿰어 팔기 시작한 것이 탕후루의 시초였다고 전해진다.  물론 실증적으론 이런 이야기의 증거는 딱히 없으며, 제작자나 상인의 상술에 가깝다. 따라서 실제 시초는 사료나 제작법 같은 실증을 기준으로 할 때 당시 시대의 한계로 이름없이 묻혔을 가능성이 높다. 이야기의 진위 여부를 확인할 수는 없지만 13세기 중반에 쓰인 문헌에 고급간식으로 탕후루가 등장하는 점을 미루어보아 탕후루가 800년도 더 된 간식이라는 사실을 확인할 수 있다.

### 대한민국
중국에서 온 탕후루는 과일에 설탕, 물엿 등으로 만든 시럽을 얇게 발라 굳힌 길거리 음식이다. 탕후루는 한국으로 건너와 이제는 인기 간식이 되었다.
한국에서는 왕가탕후루가 프랜차이즈로 크게 번성하였고, 여러가지 프랜차이즈가 생겨났지만 2024년 현재 탕후루의 인기는 떨어졌고 탕후루 관련 기업이 사라지고 있다.

## 만들기
씻어서 꼭지를 따고 물기를 제거한 산사를 꼬챙이에 끼운다. 설탕과 물을 2:1 정도로 넣어 젓지 않고 끓이다가, 설탕 시럽이 찬물에 담가 굳혔을 때 바로 딱딱해질 정도로 졸아들면 산사 꼬치에 묻혀 실온에서 굳힌다. 산사 대신 귤, 거봉, 딸기, 샤인머스캣, 키위, 귤, 방울토마토, 바나나, 포도, 블루베리, 파인애플, 망고 등 다른 과일로 만들기도 한다. 설탕 시럽에서 뺄 때 꼬챙이를 빠르게 돌리면 시럽이 굳으며 설탕실이 만들어지는데, 이렇게 만든 것을 라쓰탕후루(중국어 간체자: 拉丝糖葫芦, 정체자: 拉絲糖葫蘆, 병음: lā sī táng húlu)라 부른다.

## 문제

### 당분
탕후루의 칼로리는 개당 200kcal내외로 여느 과일보다 더 높다. 이는 과일의 과당 뿐 아니라 설탕·물엿 등의 이당류(포도당과 과당이 결합)가 더해졌기 때문이다.
탕후루와 같은 단순당을 과다섭취할 경우 혈당스파이크(고혈당)를 일으키고 만성화되면 산화스트레스를 유발해 췌장은 물론 혈관 및 여러 장기의 건강을 해칠 수 있다. 단순당이 많은 식품을 섭취하면 혈당이 치솟으며 인슐린이 과다 분비되는데, 이런 일이 반복되면 나중엔 인슐린이 분비돼도 혈당 수치가 제대로 낮아지지 않는 ‘인슐린 저항성’이 생길 수 있다. 인슐린 저항성은 2형 당뇨병 발생의 주요 위험 인자 중 하나다.
즉, 탕후루를 너무 자주 먹으면 혈당과 비만에도 영향을 미칠 수 있으며 혈당 저하를 위해 분비된 인슐린 때문에 지방간이 생기거나 중성지방수치가 상승할 수 있어 주의해야 한다.

### 치아
코미디언 홍윤화는 개인 유튜브에서 탕후루 ASMR을 하다가 임플란트가 빠졌다. 과거 헤일로 멤버였던 조성호도 탕후루를 먹다 금니가 빠진 영상을 올렸다.
탕후루 겉면에 코팅된 설탕은 끈적거려 치아에 달라붙게 되고 오랫동안 구강 내에 남게 된다. 이 당분을 먹이로 삼아 세균이 번식하고 충치가 발생한다. 치아 균열, 치주염 등이 있는 사람들은 단단한 음식을 깨물어 먹을 때 증세가 더욱 악화돼 치아가 깨지기 쉽다.
금이나 은 등 보철물이나 교정기가 빠질 수도 있는 만큼, 치아와 턱관절 손상도 주의해야 한다.
탕후루처럼 딱딱하고 끈적거리는 음식은 씹어먹지 말고 녹여서 먹어야 치아 손상을 줄일 수 있고, 섭취 후 여러 번 물로 헹궈내거나 물을 수초간 머금어 입안에 남아있는 당분을 희석 해주고 꼼꼼하게 양치하는 것이 충치 예방에 도움이 된다.
유튜버 '치과의사 찐, 강성진 서울다루치과 대표원장은 지난 17일 유튜브에 올린 영상에서“탕후루는 치과의사로서 봤을 때 충치에 정말 최악의 음식" 이라고 말했다. 직접 탕후루를 맛본 뒤 끈적하게 치아 안에 붙어 있는 게 있어 충치유발지수가 굉장히 높을 것이라 지적하였고 "탕후루 유행이 계속된다면 제가 조만간 강남에 집을 살 수 있을 것으로 생각된다."며 충치에 대한 우려를 빗댄 농담을 하였다.

## 사진

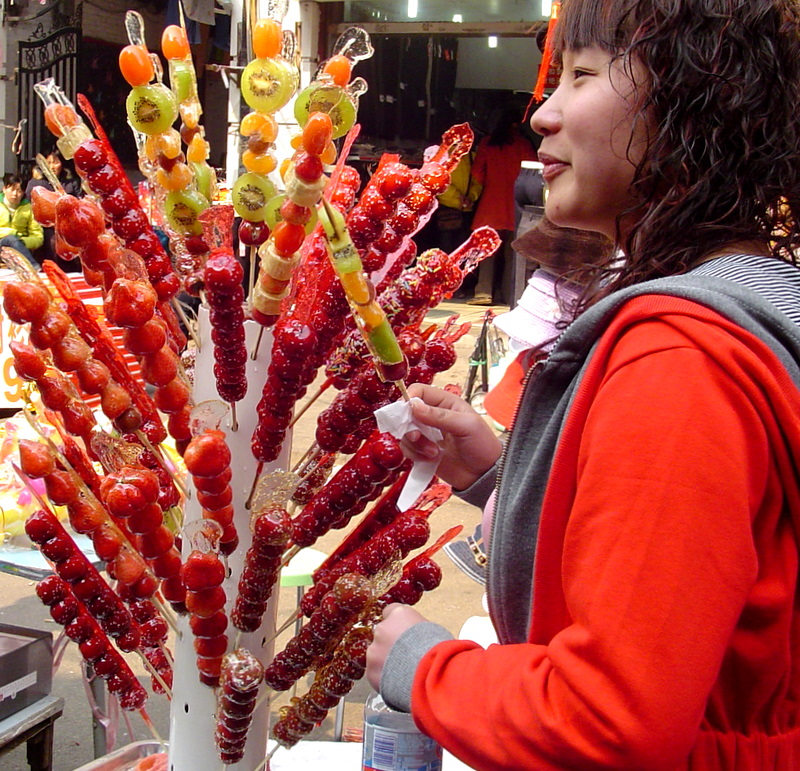
여러 가지 과일로 만든 탕후루
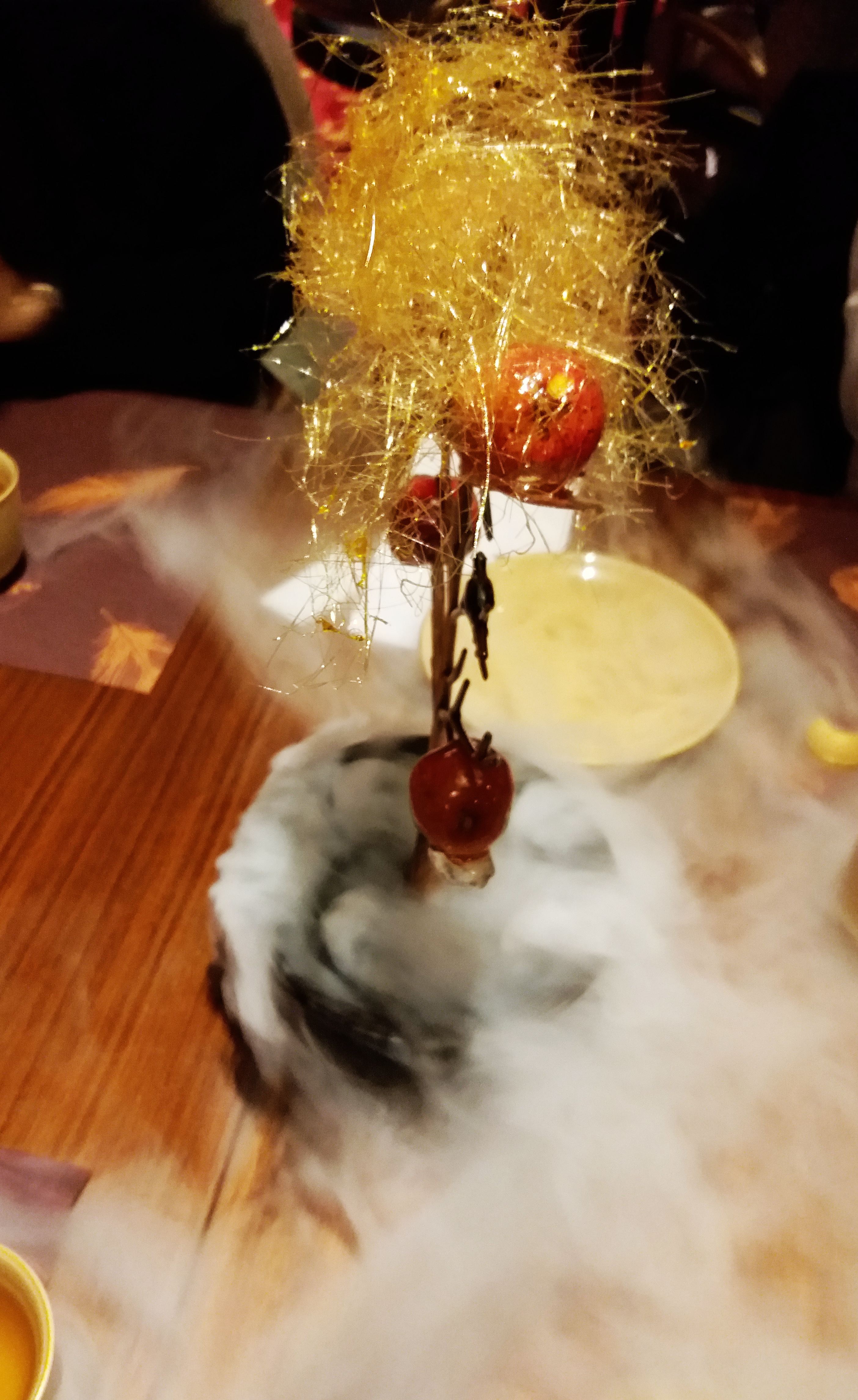
라쓰탕후루

## 같이 보기
- 캔디 애플